# Wskaźnik Treynora
Wskaźnik Treynora – wskaźnik pozwalający ocenić wysokość premii uzyskiwanej z danego portfela inwestycyjnego przez inwestora w stosunku do poniesionego ryzyka.
{\displaystyle T={\frac {r_{i}-r_{f}}{\beta _{i}}}}
{\displaystyle T} – wskaźnik Treynora
{\displaystyle r_{i}} – średnia stopa zwrotu portfela w danym okresie
{\displaystyle r_{f}} – średnia stopa zwrotu wolna od ryzyka w danym okresie
{\displaystyle \beta _{i}} – współczynnik beta portfela
Dodatni wskaźnik oznacza, że dany fundusz lub portfel osiąga stopę zwrotu wyższą od stopy wolnej od ryzyka.